# Shepard-Tische

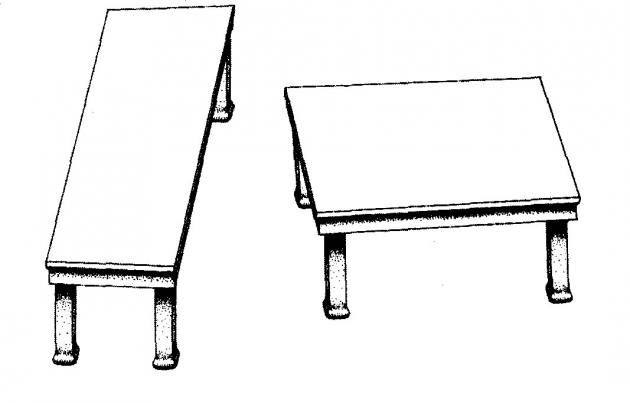
Shepard-Tische

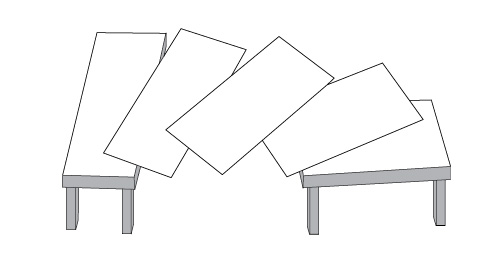
Die Parallelogramme der Shepard-Tische sind zwar verdreht, aber identisch.

Shepard-Tische sind eine optische Täuschung, die Roger N. Shepard, ein Psychologe der Stanford University, 1990 mit der Bildunterschrift Tischedrehen („Turning the Tables“) in seinem Buch Mind Sights über die von ihm erschaffenen Wahrnehmungstäuschungen veröffentlicht hat. Es ist eine sehr wirkungsvolle optische Täuschung, bei der die tatsächliche Länge meist um 20–25 % falsch geschätzt wird.

## Erklärung
In A Dictionary of Psychology werden die Shepard-Tische als ein Paar von identischen Parallelogrammen beschrieben, die die Tischplatten von zwei Tischen darstellen und deutlich unterschiedlich erscheinen, weil unser Sehsinn diese anhand der Regeln für dreidimensionale Objekte dekodiert.
Die optische Täuschung basiert auf einer Zeichnung von zwei Parallelogrammen, die – abgesehen von einer Rotation um 90° – identisch sind. Wenn die Parallelogramme durch das Hinzufügen von Tischbeinen als Tischplatten erkannt werden, sehen wir sie als Objekte im dreidimensionalen Raum. Ein Tisch erscheint nahezu quadratisch, weil wir eine Tischkante für perspektivisch verkürzt halten, der andere als lang und schmal.
Die MIT Encyclopedia of the Cognitive Sciences erklärt die optische Täuschung als einen Effekt der Gleichmäßigkeit von Größe und Form, durch den die hintere Länge entlang der Sichtlinie subjektiv verlängert wird. Sie klassifiziert die Shepard-Tische als ein Beispiel einer geometrischen Täuschung in der Kategorie Größenwahrnehmungstäuschung („Illusion of Size“).

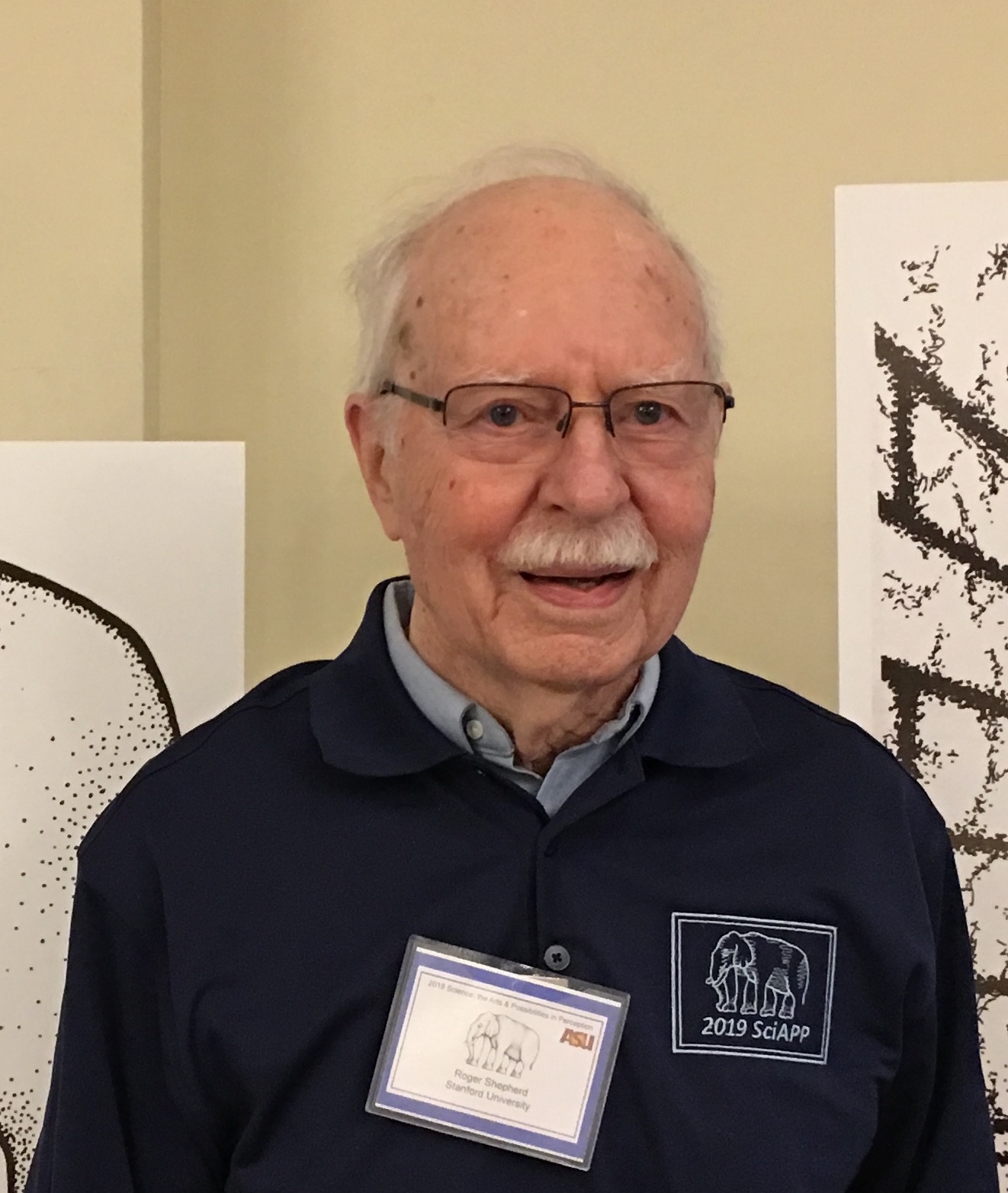
Roger Shepard, der Erfinder der Wahrnehmungstäuschung durch Shepard-Tische

Nach Shepard bleiben das Wissen, das wir über optische Täuschungen haben, und das Verständnis, das wir auf intellektueller Ebene gewinnen, praktisch machtlos, um das Ausmaß der Illusion zu verringern.
Überraschenderweise sind autistische Kinder beim Betrachten der Shepard-Tische weniger anfällig für die optische Täuschung als ihre Altersgenossen, obwohl es bei der Ebbinghaus-Täuschung keine Unterschiede gibt.
Shepard beschrieb 1981 eine frühere, weniger wirkungsvolle Version der optischen Täuschung als „Parallelogramm-Illusion.“:S. 297–299 Die optische Täuschung kann auch mit identischen Trapezoiden anstelle von identischen Parallelogrammen erzeugt werden.
Eine Variante der Shepard-Tische wurde 2009 zur Optischen Täuschung des Jahres („Best Illusion of the Year“) gekürt.